# St. Willibald (Ichenhausen)

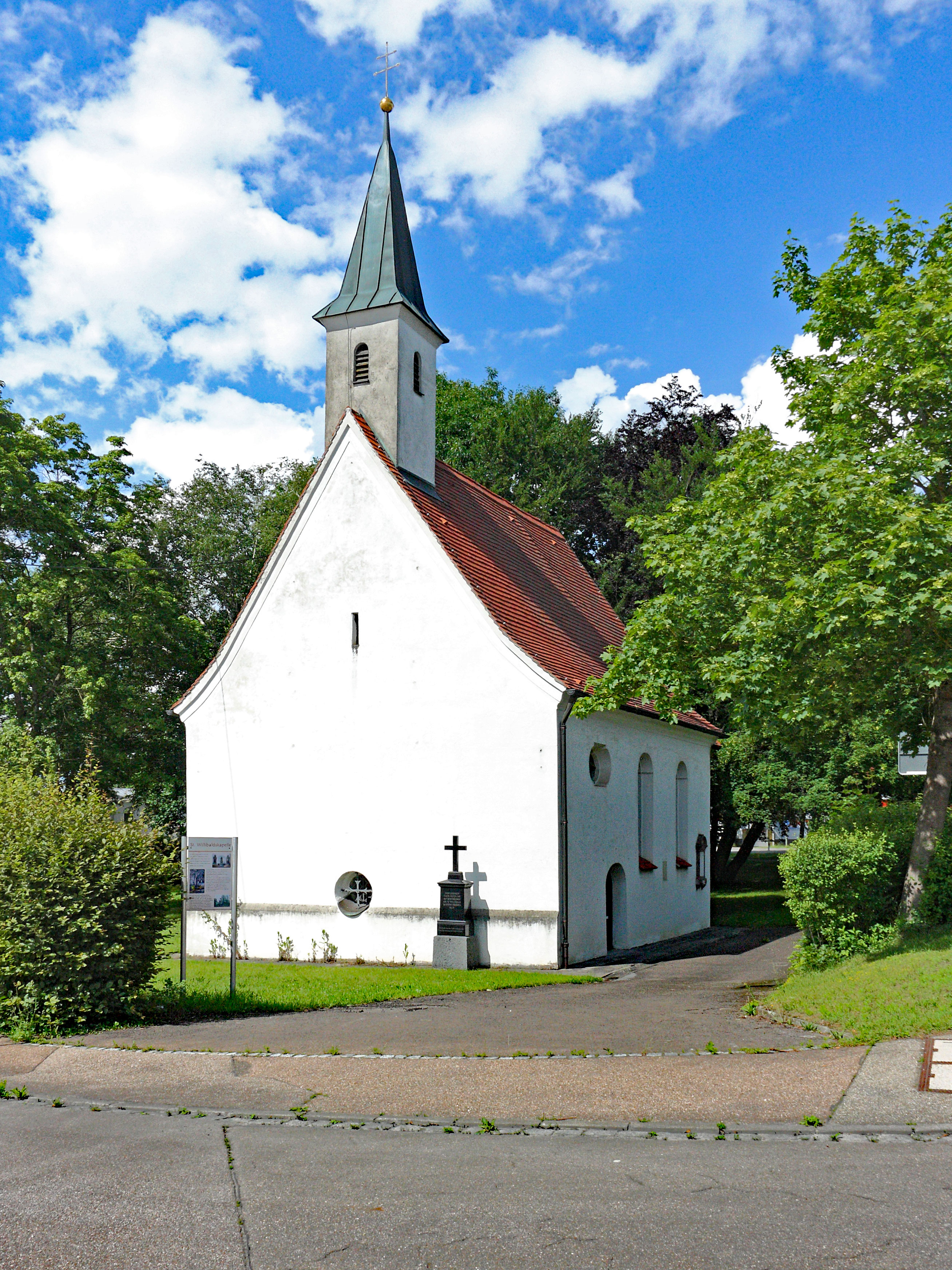
St. Willibald in Ichenhausen

Die römisch-katholische Kapelle St. Willibald steht in Ichenhausen, einer Stadt im schwäbischen Landkreis Günzburg in Bayern. Das Bauwerk ist in der Liste der Baudenkmäler in Ichenhausen als Baudenkmal unter der Nr. D-7-74-143-13 eingetragen.

## Beschreibung
Die gotische Kapelle wurde im Kern 1483 erbaut und um 1688 erneuert. Sie besteht aus einem Langhaus und einem eingezogenen, dreiseitig geschlossenen Chor im Nordosten. Aus dem Satteldach des Langhauses erhebt sich im Südwesten ein quadratischer Dachreiter, der den Glockenstuhl beherbergt und der mit einem spitzen Helm bedeckt ist. Die Altäre wurden von einem Herrn von Stain 1697 gestiftet.